# Петренко Надія Іванівна
Надія Іванівна Петре́нко (30 травня 1930, Пушкарівка — 27 вересня 2005, Сімферополь) — український скульптор і педагог; член Спілки радянських художників України з 1970 року. Дружина скульптора Володимира Петренка.

## Біографія
Народилася 30 травня 1930 року в селі Пушкарівці (нині Кам'янський район Дніпропетровської області, Україна). 1953 року закінчила Дніпропетровське художнє училище; 1960 року — Харківський художній інститут, де навчалася у Миколи Рябініна. Після здобуття фахової освіти викладала на скульптурному відділенні Сімферопольського художнього училища. Серед учнів: Віктор Гордєєв.
Мешкала у Сімферополі в будинку на вулиці Крупської, № 2а, квартира № 64 та у будинку на вулиці Горького, № 8, квартира № 3. Померла у Сімферополі 27 вересня 2005 року.

## Творчість
Працювала у галузях станкової і монументальної скульптури. Серед робіт:
станкова скульптура
- «Вдячні потомки» (1961, у співавторстві з Володимиром Петренком);
- «Заочниця» (1967);
- «Материнство» (1967);
- «Козулі» (1967);
- «Юність» (1970);
- «Перший сніг» (1974).

монументальні роботи
- погруддя Дмитра Ульянова у Сімферополі (1971, у співавторстві з Володимиром Петренком);
- меморіальна дошка Олександру Грибоєдову у Сімферополі, на будинку по проспекту Кірова, № 25, де мешкав письменник (1984);
- меморіал «Подвиг 9 героїв Радянського Союзу під Євпаторією» (1995, у співавторстві з Володимиром Петренком).

Брала участь у республіканських виставках з 1961 року, всесоюзних — з 1960 року.